# Meierskappel
Meierskappel est une commune suisse du canton de Lucerne, située dans l'arrondissement électoral de Lucerne-campagne.

## Monuments et curiosités
La ferme Vorderspichten, construite en 1765, est un bâtiment en madriers emboîtés sur socle de pierre formant étage, avec du côté de l'entrée un escalier extérieur de type patricien.